# Церковь Святой Екатерины (Новосаратовка)
Церковь Святой Екатерины (Новосаратовка) — лютеранская кирха в деревне Новосаратовка Всеволожского района Ленинградской области, бывшем немецком поселении под Петербургом.

## Предыстория

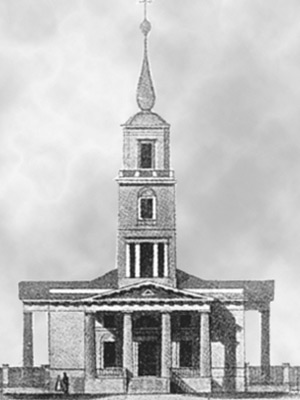
Проект здания кирхи

После манифеста Екатерины II 1763 года о колонистах в окрестностях столицы начали селиться выходцы из средней Германии, которые занимались молочным хозяйством и огородничеством. Одна из колоний расположилась неподалёку от столицы на правом берегу Невы и была названа Новой Саратовкой. В начале XX века в ней было около тысячи жителей. Во время Великой Отечественной войны немцы были депортированы.

## История кирхи

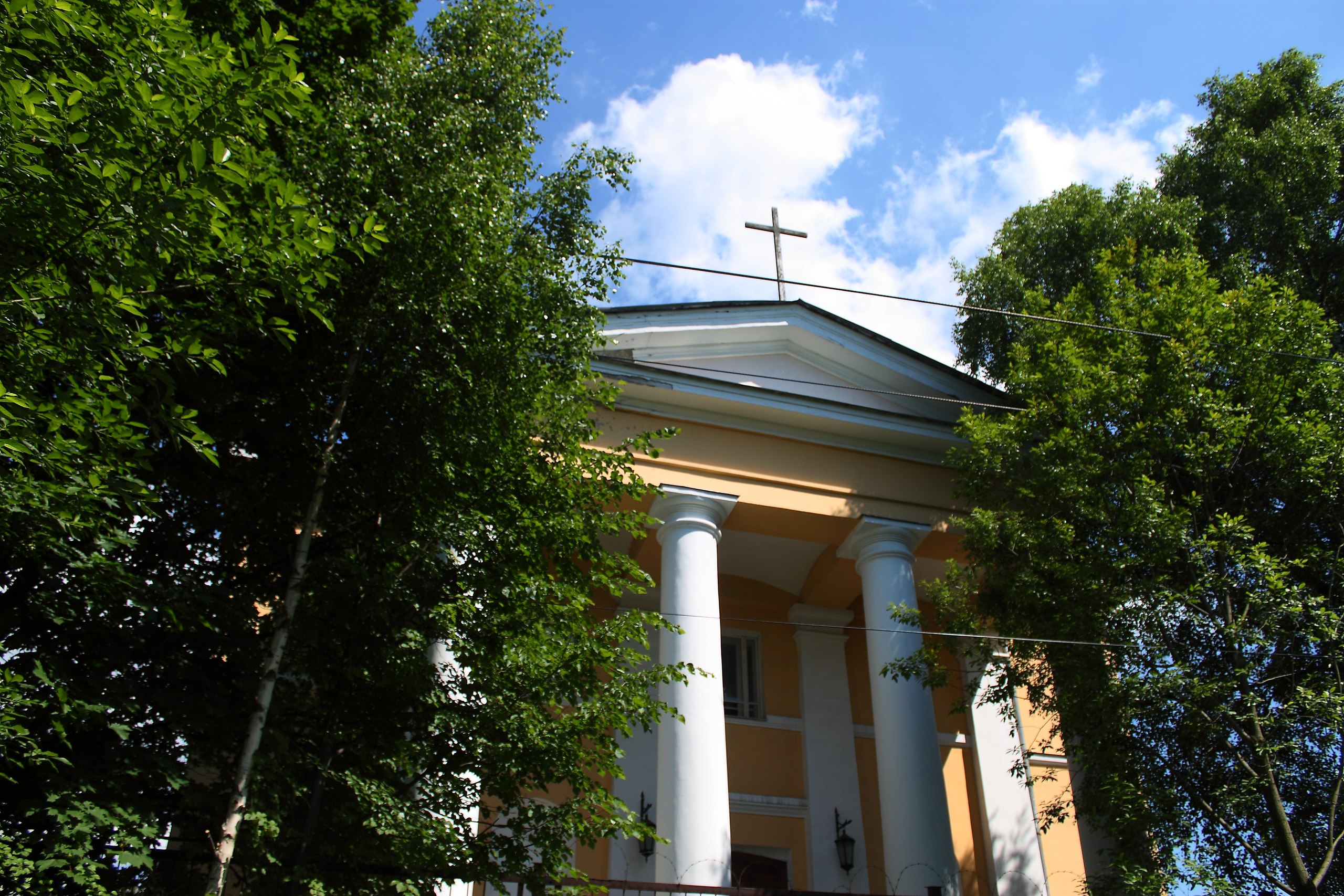
Кирха (2017)

По прибытии в 1766 году на место переселенцы построили деревянный храм, деньги на возведение которого дала Екатерина II (кирхе было дано имя её святой). Новое каменное здание было заложено 24 сентября 1833 по образу немецких церквей. Оно было освящено 8 декабря 1835 года.
Кирха была закрыта 21 сентября 1935 года и перестроена под школу. Башня со шпилем была взорвана летом 1941 г. советскими сапёрами, опасавшимися, что в случае захвата немецкими войсками, она сможет служить высотной точной корректировки огня по Ленинграду (аналогичная судьба постигла и колокольню соседней Александро-Невской церкви в Усть-Ижоре). После Великой Отечественной войны здание разбито на два этажа и расширено в размерах. В постсоветское время оно пришло в негодность.
В 1994 году здание было выкуплено с целью организации Теологической семинарии Евангелическо-Лютеранской Церкви. Сегодня это главное здание семинарии, в нём находятся аудитории, капелла, столовая, библиотека с читальным залом и общежитие.
Адрес: Новосаратовка, дом 142.